# Pierre Laroche (scénariste)
Pour les articles homonymes, voir Pierre Laroche et Laroche.
Pierre Laroche est un scénariste et journaliste français, né le 7 mai 1902 dans le 15e arrondissement de Paris, où il est mort le 3 avril 1962.
Il a notamment coécrit avec Jacques Prévert le scénario des Visiteurs du soir (film de Marcel Carné sorti en 1942), et, pour son épouse la réalisatrice Jacqueline Audry, plusieurs adaptations de romans de Colette.

## Biographie

### Origines
Pierre Laroche naît le 7 mai 1902 à Paris 15e, au 17 rue Rosenwald, sous le nom d'état civil de Eugène Pierre François Laroche, de Jean Marie Laroche, gardien de la paix de 41 ans, et de son épouse Claudine Lafleuriel, 36 ans.

### Carrière
Pierre Laroche entre, dans les années 1950, au Canard enchaîné, où il écrit des chroniques sur le cinéma. Il effectue de brefs séjours en Algérie comme correspondant du journal en 1954 et 1956. Il décrit dans ses articles des scènes de la vie quotidienne, qui sont autant d'accusations contre  l'ordre colonial. Polémiste redouté, il collabora de nombreuses années au Canard, où il tint notamment jusqu'à sa mort, les rubriques de la radio et du cinéma[réf. nécessaire].
En 1960, il apparaît dans le court métrage Le Rondon d'André Berthomieu.

### Vie privée
Le 18 septembre 1926 à Paris 15e, Pierre Laroche épouse Cécile Germaine Pasquet, dont il divorce le 4 mars 1953.
Le 22 janvier 1958 à Paris 16e, il épouse en deuxièmes noces la réalisatrice Jacqueline Audry,.

### Mort
Pierre Laroche meurt le 3 avril 1962 en son domicile du 8, place du Commerce dans le 15e arrondissement de Paris,.

## Filmographie
- 1941 : L'Enfer des anges de Christian-Jaque
- 1942 : Une femme disparaît de Jacques Feyder
- 1942 : Les Visiteurs du soir de Marcel Carné
- 1943 : Une femme dans la nuit de Edmond T. Gréville
- 1943 : Lumière d'été, de Jean Grémillon
- 1943 : Les Mystères de Paris de Jacques de Baroncelli
- 1945 : Le Père Serge de Lucien Ganier-Raymond
- 1945 : La Fille aux yeux gris de Jean Faurez
- 1946 : Les Malheurs de Sophie de Jacqueline Audry
- 1947 : L'Arche de Noé de Henry Jacques
- 1947 : Coïncidences de Serge Debecque
- 1948 : Le Cavalier de Croix-Mort ou Une aventure de Vidocq de Lucien Ganier-Raymond
- 1948 : Clochemerle de Pierre Chenal
- 1948 : Le Secret de Monte-Cristo d'Albert Valentin
- 1948 : La Femme que j'ai assassinée, de Jacques Daniel-Norman
- 1949 : Fantômas contre Fantômas de Robert Vernay
- 1949 : L'Ange rouge, de Jacques Daniel-Norman
- 1949 : Gigi de Jacqueline Audry
- 1950 : Plus de vacances pour le Bon Dieu de Robert Vernay
- 1950 : Minne, l'ingénue libertine de Jacqueline Audry
- 1950 : Chéri de Pierre Billon
- 1950 : Quai de Grenelle de Emil-Edwin Reinert
- 1950 : Au p'tit zouave de Gilles Grangier (et scenario)
- 1951 : Olivia de Jacqueline Audry
- 1951 : L'Étrange Madame X de Jean Grémillon
- 1951 : Ils étaient cinq de Jack Pinoteau
- 1951 : Le Cap de l'Espérance de Raymond Bernard
- 1951 : Mammy de Jean Stelli (adaptation et scenario)
- 1951 : Messaline (Messalina) de Carmine Gallone
- 1952 : Ils sont dans les vignes de Robert Vernay (et scenario)
- 1953 : La Belle de Cadix de Raymond Bernard
- 1954 : Waar de hemel zong
- 1954 : Huis clos de Jacqueline Audry
- 1956 : Zaza de René Gaveau
- 1956 : Mitsou de Jacqueline Audry
- 1957 : La Garçonne de Jacqueline Audry (et adaptation)
- 1957 : Les étoiles ne meurent jamais de Max de Vaucorbeil
- 1958 : C'est la faute d'Adam de Jacqueline Audry
- 1958 : L'École des cocottes de Jacqueline Audry
- 1958 : Chaque jour a son secret de Claude Boissol
- 1960 : Arrêtez les tambours de Georges Lautner (adaptation et scenario)
- 1960 : Marche ou crève de Georges Lautner (et adaptation)
- 1961 : Le Monocle noir de Georges Lautner (et scenario)
- 1962 : Le Septième Juré de Georges Lautner
- 1962 : En plein cirage de Georges Lautner (et scenario)
- 1962 : Les Petits Matins de Jacqueline Audry (et adaptation)
- 1963 : Cadavres en vacances de Jacqueline Audry